# Danilo Al-Saed
Danilo Andres Al-Saed Alvarado (Arabisch: دانيلو أندريس السعيد ألفارادو; Bålsta, 24 februari 1999) is een Iraaks-Zweeds voetballer die doorgaans speelt als vleugelspeler. In juli 2025 verruilde hij sc Heerenveen voor BK Häcken. Al-Saed maakte in 2023 zijn debuut in het Iraaks voetbalelftal.

## Clubcarrière
Al-Saed werd geboren als zoon van een Irakese vader en een Chileense moeder. In Zweden begon hij zijn voetbalcarrière met periodes bij Håbo FF en Arameiska-Syrianska. Na blessureleed besloot hij te stoppen met voetballen. Later besloot hij toch weer te beginnen. Hij speelde hierop bij Enköpings SK, voor hij bij Sandviken debuteerde als profvoetballer. Na twee seizoenen op het derde niveau in Zweden werd hij overgenomen door het Noorse Sandefjord. Gedurende zijn debuutseizoen in de Eliteserien kwam hij tot elf doelpunten in negenentwintig competitiewedstrijden. Het seizoen 2024 begon hij met zeven duels en daarin één doelpunt.
In de zomer van 2024 verkaste Al-Saed voor een bedrag van circa zevenhonderdvijftigduizend euro naar sc Heerenveen, waar hij zijn handtekening zette onder een verbintenis voor de duur van vier seizoenen. Tijdens de eerste speelronde van het nieuwe Eredivisieseizoen debuteerde hij uit bij Ajax, waar met 1–0 werd verloren door een doelpunt van Kristian Hlynsson. Al-Saed mocht van coach Robin van Persie in de basisopstelling beginnen en hij werd in de tachtigste minuut naar de kant gehaald ten faveure van Dimitris Rallis. Tijdens de eerste seizoenshelft speelde hij zes competitiewedstrijden, waarna hij in de winterstop voor een half jaar verhuurd werd aan AIK Fotboll, met een optie tot koop. Na deze verhuurperiode vertrok Al-Saed definitief uit Heerenveen; BK Häcken nam hem over.

## Clubstatistieken
| Seizoen | Club          | Competitie  | Competitie | Competitie | Beker | Beker | Internationaal | Internationaal | Nacompetitie | Nacompetitie | Totaal | Totaal |
| Seizoen | Club          | Competitie  | Wed.       | Dlp.       | Wed.  | Dlp.  | Wed.           | Dlp.           | Wed.         | Dlp.         | Wed.   | Dlp.   |
| ------- | ------------- | ----------- | ---------- | ---------- | ----- | ----- | -------------- | -------------- | ------------ | ------------ | ------ | ------ |
| 2021    | Sandviken     | Ettan       | 26         | 4          | 5     | 1     | —              | —              | —            | —            | 31     | 5      |
| 2022    | Sandviken     | Ettan       | 28         | 5          | 2     | 1     | —              | —              | 2            | 1            | 32     | 7      |
| 2023    | Sandefjord    | Eliteserien | 29         | 11         | 2     | 1     | —              | —              | —            | —            | 31     | 12     |
| 2024    | Sandefjord    | Eliteserien | 7          | 1          | 0     | 0     | —              | —              | —            | —            | 7      | 1      |
| 2024/25 | sc Heerenveen | Eredivisie  | 6          | 0          | 2     | 0     | —              | —              | —            | —            | 8      | 0      |
| 2025    | → AIK Fotboll | Allsvenskan | 0          | 0          | 0     | 0     | —              | —              | —            | —            | 0      | 0      |
| 2025    | BK Häcken     | Allsvenskan | 0          | 0          | 0     | 0     | —              | —              | —            | —            | 0      | 0      |
| Totaal  | Totaal        | Totaal      | 96         | 21         | 11    | 3     | 0              | 0              | 2            | 1            | 109    | 25     |

Bijgewerkt op 22 juli 2025.

## Interlandcarrière
Al-Saed maakte zijn debuut in het Iraaks voetbalelftal op 13 oktober 2023 in een vriendschappelijke wedstrijd tegen Qatar. De wedstrijd eindigde in 0–0. Al-Saed moest van bondscoach Jesús Casas op de reservebank beginnen en hij viel negentien minuten na rust in voor Ali Jasim. De andere Irakese debutanten dit duel waren Mustafa Saadoon (Al-Quwa Al-Jawiya) en Ahmad Allée (FC Rouen).
| Interlands van Danilo Al-Saed voor Irak | Interlands van Danilo Al-Saed voor Irak | Interlands van Danilo Al-Saed voor Irak | Interlands van Danilo Al-Saed voor Irak | Interlands van Danilo Al-Saed voor Irak | Interlands van Danilo Al-Saed voor Irak | Interlands van Danilo Al-Saed voor Irak |
| №                                       | Datum                                   | Wedstrijd                               | Uitslag                                 | Competitie                              | Goals                                   |                                         |
| Als speler bij Sandefjord               | Als speler bij Sandefjord               | Als speler bij Sandefjord               | Als speler bij Sandefjord               | Als speler bij Sandefjord               | Als speler bij Sandefjord               | Als speler bij Sandefjord               |
| --------------------------------------- | --------------------------------------- | --------------------------------------- | --------------------------------------- | --------------------------------------- | --------------------------------------- | --------------------------------------- |
| 1                                       | 13 oktober 2023                         | Irak – Qatar                            | 0 – 0                                   | Vriendschappelijk                       |                                         |                                         |
| 2                                       | 17 oktober 2023                         | Jordanië – Irak                         | 2 – 2                                   | Vriendschappelijk                       |                                         |                                         |
| 3                                       | 6 januari 2024                          | Irak – Zuid-Korea                       | 0 – 1                                   | Vriendschappelijk                       |                                         |                                         |
| Als speler bij sc Heerenveen            |                                         |                                         |                                         |                                         |                                         |                                         |
| 4                                       | 5 september 2024                        | Irak – Oman                             | 1 – 0                                   | WK 2026 kwalificatie                    |                                         |                                         |
| 5                                       | 10 september 2024                       | Koeweit – Irak                          | 0 – 0                                   | WK 2026 kwalificatie                    |                                         |                                         |

Bijgewerkt op 22 juli 2025.